# Simbología fascista

Fasces romano, que da nombre al fascismo

La simbología fascista abarca la totalidad de símbolos de los movimientos fascistas dentro del amplio abanico de manifestaciones de esta ideología. La mayoría de estos símbolos se desarrollaron en el período de entreguerras y suelen incluir imaginería nacionalista.

## Simbolismo habitual de los movimientos fascistas
Los miembros de los movimientos fascistas organizados llevan uniformes de aspecto militarista, usan símbolos históricos nacionales como imágenes de sus movimientos y realizan reuniones orquestadas con fines propagandísticos. Están encabezados por un líder (por ejemplo, el Duce, Führer o Caudillo) a quien glorifican públicamente en su propaganda como salvador del país. Muchos movimientos fascistas utilizan el saludo romano con el brazo en alto.
El uso de símbolos, gráficos y otros artefactos creados por gobiernos fascistas, autoritarios y totalitarios se considera un aspecto clave de su propaganda. Muchos movimientos fascistas han adoptado símbolos de la antigua Roma o Grecia, como los estandartes que usaban los alemanes en sus mítines, los fasces de los italianos o el empleo de la palabra «falange» para denominar al partido fascista español.

## Italia

Bandera del Partido Nacional Fascista con el fascio, ícono principal del fascismo italiano

En la Italia de Mussolini, el emblema original fue el fasces, un símbolo de poder portado por los lictores que acompañaban a los magistrados curules en la antigua Roma: se trata de un haz de varas atadas que sujeta un hacha, y representa el poder sobre la vida y la muerte. Antes de que los fascistas italianos adoptaran el fasces, este símbolo había sido utilizado por otras organizaciones políticas italianas de diversas ideologías, de socialistas a nacionalistas, que tomaban el nombre de ese instrumento para representar la fuerza de la unión.

Un águila posada sobre un fasces, figura común en los uniformes fascistas italianos

El fascismo italiano utilizó el color negro en los uniformes de sus milicias paramilitares, conocidas como camisas negras. Esta elección se basaba en el uniforme de los arditi, un cuerpo italiano de soldados de asalto de la I Guerra Mundial cuyos uniformes eran negros simbolizando la muerte.
El fascismo italiano no era en esencia racista, a diferencia de la Alemania nazi, su aliado durante gran parte de la II Guerra Mundial daba menos importancia a la pureza racial. El hecho es de que Mussolini expresara en numerosas ocasiones su alarma ante la posible extinción de la etnia italiana. La consolidación del territorio conquistado en el noreste de Italia condujo a la asimilación étnica del pueblo y la cultura eslovenas, al tiempo que la dependencia con Hitler provocaron que Mussolini se viera obligado a enviar judíos italianos a morir en el Holocausto.
En un discurso que dio en Bolonia en 1921, Mussolini declaró que «el fascismo nació (…) de una necesidad profunda y perenne de esta nuestra raza mediterránea . Mussolini estaba preocupado por la baja tasa de natalidad de la población italiana, en contraste con la de las razas africanas y asiáticas. En 1928, advirtió de los altos índices de nacimientos de los negros en Estados Unidos, y el hecho de que hubieran sobrepasado a la población de blancos en algunas zonas, como Harlem (Nueva York). El duce describió su conciencia racial respecto a los blancos americanos como una contribución a su fortaleza.
Otras enseñas utilizadas por los fascistas italianos son el aquila, la loba capitolina y el acrónimo SPQR, todos relacionados con la historia cultural de la antigua Roma, que los fascistas pretendían resucitar.

## Alemania nazi

Bandera del Partido Nacional Socialista Alemán de los Trabajadores con la esvástica, símbolo primario del nazismo, que sigue guardando un fuerte vínculo con esta ideología en el mundo occidental

La naturaleza del fascismo alemán, encapsulado en el nacionalsocialismo, fue ideológicamente similar al fascismo italiano, y tomó su simbolismo de los fascistas italianos, como es el caso de los mítines masivos, el saludo romano con el brazo en alto y el uso del boato. Ambos fascismos se diferenciaban en que el nazismo era oficialmente racista. Su icono fue la esvástica, que a principios del siglo XX había experimentado un resurgimiento en occidente. El movimiento nacionalista Völkisch reivindicó la cruz gamada como símbolo de la raza aria, que consideraban la base de la civilización germánica y creían superior a todas las demás razas

Parteiadler, águila del Partido Nacional Socialista

Al igual que los fascistas italianos, la Alemania nazi adaptó elementos de su herencia étnica para espolear un sentimiento nacionalista por medio del simbolismo. El misticismo germánico de principios de siglo y los escritos del Guido von List tuvieron una gran influencia en el Reichsführer-SS Heinrich Himmler, que introdujo varios símbolos germánicos antiguos (elegidos según los textos de von List) en las SS, entre ellas la insignia de la propia organización: la estilizada runa sig, que era la versión de la antigua runa sowilo en las runas armanen creadas por von List .
La bandera nazi seguía el esquema tricolor negro, blanco y rojo del Imperio alemán. El marrón era el color identificativo del nazismo (y del fascismo en general), ya que era el color utilizado por los paramilitares de la Sturmabteilung (SA), conocidos como «camisas pardas».
Otros símbolos históricos que ya usaba el ejército alemán en varios grados antes de la llegada de los nazis, como el wolfsangel y el Totenkopf, se siguieron utilizando de forma más industrial en uniformes e insignias.
La esvástica era un icono popular en el arte antes de que los nazis la adoptaran, y tiene una larga tradición en muchas otras culturas a lo largo de la historia. Y aunque muchos de los símbolos que utilizaron los nazis eran antiguos o de uso común antes del auge de Hitler, la cruz gamada y otros emblemas se relacionan sobre todo con el nacionalsocialismo y siguen teniendo un estigma negativo en algunos países occidentales desde el final de la II Guerra Mundial, hasta el punto que está prohibido la exhibición de algunos de ellos.

## España

Bandera de la Falange, con el yugo y las flechas, el emblema del falangismo

El partido fascista de la Falange utilizó como emblema el yugo y las flechas. Es la unión de los emblemas históricos de los Reyes Católicos, el yugo con el nudo gordiano de Fernando II de Aragón y el haz de flechas de Isabel I de Castilla, y representaba la unidad de España a la vez que refería a un momento señalado de su historia. Así lo definía la Enciclopedia Álvarez, uno de los libros de texto para niños más populares en los años del franquismo:
Como instrumentos, las flechas son armas ofensivas que simbolizan las energías patrias dispuestas a salir disparadas en busca del imperio.
El yugo es un instrumento de trabajo destinado a unir esfuerzos. Simboliza la unión de las energías de las flechas para que puedan lograr mejor sus objetivos.
El yugo y las flechas aparecían en la bandera de la Falange, de bandas verticales rojas y negras que representan respectivamente la sangre y la pólvora. También se bordaba en rojo sobre el pecho de las camisas azules del uniforme falangista, cuyo color derivaba del mono de trabajo de los obreros industriales. El uniforme se completaba con la boina roja de los requetés, milicias carlistas cuyos miembros eran conocidos precisamente como «boinas rojas».

## Uniformes militaristas con insignias nacionalistas
Los movimientos fascistas organizados solían usar uniformes de aspecto militar con sus símbolos.

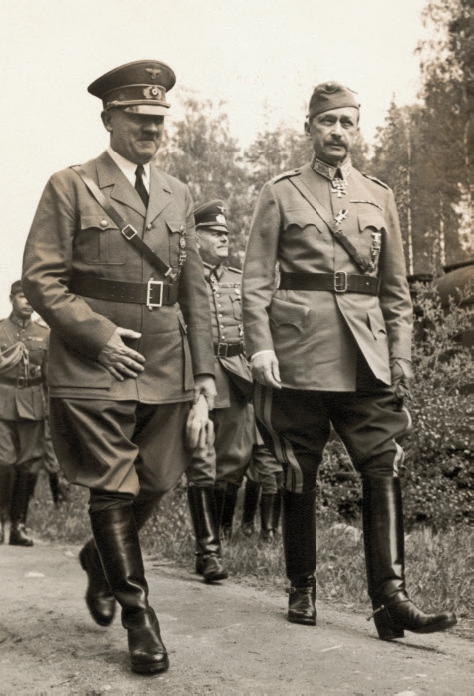
Adolf Hitler con uniforme

En Italia, el movimiento fascista de 1919 llevaba uniformes pseudomilitares negros, y por ello recibieron el apodo de camisas negras. Estos uniformes servían tanto para el partido como para los militares, que solían exhibir «fasces» o un águila posada sobre un fasces en la gorra o en la manga izquierda del uniforme.
En Alemania, el movimiento nacionalsocialista también utilizó un color específico en sus uniformes, el marrón del grupo paramilitar SA, que recibió el apodo de «camisas pardas», apodo que acabó extendiéndose a todos los miembros del partido nacionalsocialista. Los nazis usaron la cruz gamada en sus uniformes y copiaron el águila de los fascistas italianos, aunque en lugar de colocarla sobre un fasces, la representaron sujetando una corona vegetal que rodea una esvástica. Además, los miembros del partido exhibían una banda con una bandera nazi en la manga izquierda del uniforme.
Los fascistas de otros países copiaron mayoritariamente el simbolismo de los fascistas italianos y los nazis alemanes. Los uniformes tenían un aspecto muy militar con insignias nacionalistas de estos movimientos. Los voluntarios de la División Azul española, enviados al frente oriental de la II Guerra Mundial como apoyo de Franco a los tudescos también llevaban, como la Falange, camisas azules, boinas rojas y pantalones del ejército español.

## Otras regiones

Símbolo de la Ustacha croata

Otros movimientos fascistas no llegaron al poder o fueron relativamente pequeños en comparación con los mencionados, y su simbolismo no es tan conocido.
- En Bulgaria, el movimiento nacional-socialista ratnik tenía como enseña una cruz solar llamada bogar
- El símbolo principal de la Unión Británica de Fascistas (BUF) de Oswald Mosley, adoptado en 1936, fue el relámpago y círculo que representaba «la velocidad de acción» dentro del «círculo de la unidad» del Estado británico, y que también utilizaba el Partido de Acción Popular de Singapur. Antes, la BUF tenía como emblema un fasces dorado sobre un círculo azul centrado en un fondo rojo. Los opositores de Mosley llamaban peyorativamente a este símbolo «el rayo en la sartén»
- El símbolo de la Ustacha de Croacia era una letra U mayúscula con una granada en llamas y el escudo de Croacia
- Un importante símbolo del Régimen del 4 de agosto instituido en Grecia por Ioannis Metaxás fue el labrys, que el fundador consideraba el símbolo más antiguo de todas las civilizaciones helénicas

Labrys

- En Hungría, el partido fascista tomó el nombre de su símbolo: Partido de la cruz flechada
- En Austria, el Frente Patriótico que gobernó el país de 1933 a 1938 utilizó la cruz potenzada como símbolo
- El símbolo del partido fascista Nasjonal Samling de Noruega era una cruz solar amarilla o dorada sobre fondo rojo
- El símbolo del Estado Nuevo de Oliveira Salazar en Portugal era una versión estilizada de la esfera armilar y el escudo que aparecen en la bandera nacional. Sus rivales del Movimento Nacional-Sindicalista usaban la cruz de la Orden de Cristo
- En Rumanía, el símbolo de la Guardia de Hierro fue una cruz triple, consistente en tres brazos horizontales cruzados por tres brazos verticales, normalmente negra; representaba la reja de una prisión, como emblema del martirio. En ocasiones se llama cruz del arcángel Miguel, santo patrón del movimiento
- Algunas organizaciones polacas de ultraderecha y nacionalistas han utilizado la Mieczyk Chrobrego, la espada del rey Boleslao I, similar a la Szczerbiec, espada de coronación de los reyes polacos
- El Movimiento Nacional Socialista en los Países Bajos (NSB) utilizaba el wolfsangel como símbolo principal
- El movimiento Acción Integralista Brasileña usaba una letra sigma mayúscula
- En Argentina,la Alianza Libertadora Nacionalista,utilizó el cóndor andino.
- En Rusia, el Movimiento Contra la Inmigración Ilegal, a menudo considerado un grupo neonazi moderado y legal, utilizó como emblema hasta su ilegalización en 2011 la señal de «prohibido parar y estacionar» con fondo negro, quizá por su parecido a una esvástica.

## Símbolos contemporáneos

Cruz celta en una bandera neonazi

Algunas organizaciones neonazis siguen usando la cruz gamada, pero otras se han alejado de estos símbolos tan controvertidos del fascismo primitivo. Ciertos grupos neofascistas utilizan emblemas que recuerdan la esvástica u otros símbolos ancestrales o culturales que evocan el sentimiento nacionalista pero no tienen las mismas connotaciones racistas.
- Cruces:
  - Cruz celta – utilizada por Fuerza Nueva en Italia, la web de David Duke y el VSBD/PdA, un partido neonazi alemán actualmente prohibido
  - Cruz recrucetada – Partido Nacional Socialista Lituano
  - Cruz solar - Partido Nórdico del Reich, (Suecia)
- Cruz gamada o esvástica – la siguen usando grupos como el Partido Nazi Estadunidense, los cabezas rapadas de São Paulo (Brasil), y también la utilizó el Frente Nacional Socialista de Suecia
  - Esvástica con cuchillos - Unidad Nacional Rusa
- Wolfsangel:
  - Utilizado por las SS y las Juventudes Hitlerianas, además de por varios grupos neonazis
  - Batallón Azov, una milicia paramilitar que lucha contra los separatistas prorrusos en Ucrania occidental
- Rueda dentada – Asociación Húngara del Bienestar
- Labrys o pelekys – hacha minoica de doble hoja, utilizada por ciertos grupos fascistas griegos
- Runas:
  - Algiz – Frente Pagano Pangermánico
  - Odal
  - Sowilo, en la insignia de las Schutzstaffel, en ocasiones se confunde o se usa indistintamente con Ēoh
  - Tyr aparecía en la insignia de las Reichsführerschulen (centros de formación de jerarcas del partido nazi) de Alemania, y en ocasiones la utilizan los neonazis
  - Letras del antiguo alfabeto turco – utilizadas por los seguidores de Nihal Atsız, como el Türkçü Toplumcu Budun Derneği
- Trisquel compuesto por tres sietes - Afrikaner Weerstandsbeweging (Movimiento de Resistencia Afrikáner), Sudáfrica

## Usos no fascistas

### Esvástica

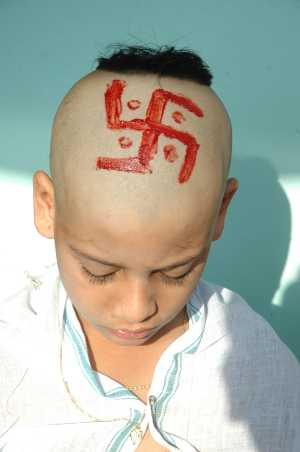
Niño hindú con una esvástica pintada en la cabeza para un rito religioso.

Algunos de estos símbolos también son utilizados por numerosos movimientos y organizaciones sin ninguna connotación fascista. La esvástica es un importante símbolo en el jainismo, el budismo y el hinduismo, así como en algunas religiones paganas modernas, como el neopaganismo germano. Como afirma la Liga Antidifamación:

La Alemania nazi glorificó una herencia «aria/nórdica» idealizada, y en consecuencia los extremistas se apropiaron de muchos símbolos de la Europa anterior al cristianismo. Dan a estos símbolos un significado racista, aunque originalmente no lo tuvieran y a menudo los utilicen grupos no racistas, sobre todo los seguidores de las religiones neopaganas.

### Fascio Littorio
Los fasces aparecen en el escudo y el logotipo de la policía sueca y del Servicio de Seguridad Sueco, así como en el de la Guardia Civil española. También aparecen en el emblema nacional de Francia y en el tercer escudo de la extinta Gran Colombia. En contextos políticos, los fasces se encuentran como emblema del histórico Partido Nacional uruguayo, aunque su ideología no sea fascista.